# Городское население
Городско́е населе́ние — население, проживающее в городских населённых пунктах.
В силу того, что критерии отнесения населенных пунктов к городским в разных государствах и странах не совпадают, данные о численности городского населения различных государств и стран не вполне сопоставимы. Соотношение между городским населением и сельским населением характеризует степень урбанизированности государства и страны или отдельного региона. По состоянию на 2020 год 56,2 % населения Земли проживало в городах. В 2050 году, по среднему варианту прогноза ООН, в городах будет проживать 68,6 % населения Земли.

## Городское население мира
| годы | Численность населения, млн. чел | доля в населении мира, % |
| ---- | ------------------------------- | ------------------------ |
| 1800 | 29,3                            | 3,0 %                    |
| 1850 | 80,8                            | 6,4 %                    |
| 1900 | 224,4                           | 13,6 %                   |
| 1950 | 730,4                           | 28,9 %                   |
| 1960 | 1028,0                          | 33,9 %                   |
| 1970 | 1381,2                          | 37,4 %                   |
| 1980 | 1822,3                          | 41,1 %                   |
| 1990 | 2261,3                          | 43,0 %                   |
| 2000 | 2870,0                          | 47,4 %                   |
| 2005 | 3125,6                          | 47,9 %                   |
| 2019 | 4274                            | 55,7 %                   |

Индустриализация вызвала необходимость концентрации разнообразных форм и видов человеческой деятельности, что привело к возрастанию населения в городских поселениях. На протяжении XX века доля городского населения ежегодно увеличивалась в среднем на 0,4 % — 0,5 %. В настоящее время в развитых государствах и странах наблюдается преобладание крупногородских форм поселений.
В 1900 году в мире насчитывалось примерно 360 городов с населением свыше 100 тыс. жителей, в 1950 году — уже 950, а в начале 1980-х годов — 2 368.
Число городских жителей выросло с 2,2 млрд в 1990 году до 4,2 млрд в 2019 году — это более половины населения земного шара.